# Marcin od św. Feliksa
Marcin od św. Feliksa (ur. w 1602 w Leyland; zm. 7 sierpnia 1646 w Lancaster) – Błogosławiony Kościoła katolickiego, angielski męczennik.

## Życiorys
Jego ojciec był protestantem, a matka katoliczką. Około 1622 przyjął katolicyzm. W 1627 uciekł ze swoim kuzynem na kontynent europejski. W 1628 studiował w Saint-Omer. W 1630 wstąpił do kapucynów w Paryżu, ale opuścił zakon z przyczyn politycznych. Próbował bezskutecznie dostać się do innych klasztorów (św. Bonawentury w Douai i św. Izydora). Przyjęto go w końcu do klasztoru rekolektów w Douai (w 1632 złożył śluby zakonne). Święcenia kapłańskie przyjął w 1634 i służył na terenie Flandrii do 1643. W 1644 wyjechał do Anglii, gdzie niebawem go aresztowano. W więzieniu przebywał dwa lata, aż sąd w Lancashire skazał go na śmierć przez powieszenie. Stracono go 7 sierpnia 1646.
Został beatyfikowany przez papieża Jana Pawła II w dniu 22 listopada 1987 roku w grupie 85 błogosławionych męczenników.